# 汝南公主墓志
《汝南公主墓志》，中国著名书法文物，相传此帖为初唐大书法家虞世南所作，现藏上海博物馆。

## 简介
全帖为纸本，纵25.9厘米，横38.4厘米，有行书18列，共计222字，无款。内容为唐太宗女汝南公主的墓志。因其无款，故又有学者认为是宋朝摹本。书法温文圆润，风格敦厚，笔调与宋朝大书法家米芾很相似，故又有米芾临摹之说。帖中所谓的“戈法”体现得淋漓尽致，这又与虞世南书风极为吻合。

## 正文
公主讳，字，陇西狄道人，皇帝之第三女也。天潢疏润，圆折浮夜光之采；若木分晖，秾华照朝阳之色。故能聪颖外发，闲明内映，训范生知，尚观箴于女史；言容成则，犹习礼于公宫。至如怡色就养，佩帉晨省，敬爱兼极，左右无方。加以学殚绨素，艺兼鞶紩，令问芳猷，仪形闺阃。厶年厶月，有诏封汝南郡公主。锡从珪瑞，礼崇汤沐，车服徽章，事忧前典。属九地绝维，四星潜曜，毁瘠载形，哀号过礼，茧纩不袭，壃酪无嗞，灰琯亟移，陵茔浸远，虽容服外变，而沉忧内结，不胜孺慕之哀，遂成伤生之性，天道佑仁，奚起冥漠，以今贞观十年十一月丁亥朔十六日。

## 评价
- “潇散虚和，姿态风流，有笔外意。”——明朝 王世贞
- “昔人虞永兴、率更书，俱登品神妙间，而往往左袒永兴。余初不伏之：以余之肉，似未胜欧骨，盖谓正书也；晚得永兴《汝南公主墓志》草一阅，见其萧散虚和，风流姿态，种种有笔外意。”——明朝 王世贞
- “笔势圆活，戈法独存。”——明朝 李东阳